# Peter Pan
För andra betydelser, se Peter Pan (olika betydelser).

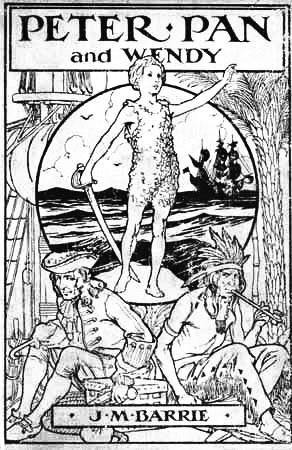
Framsidan av Peter Pan and Wendy, från 1915.

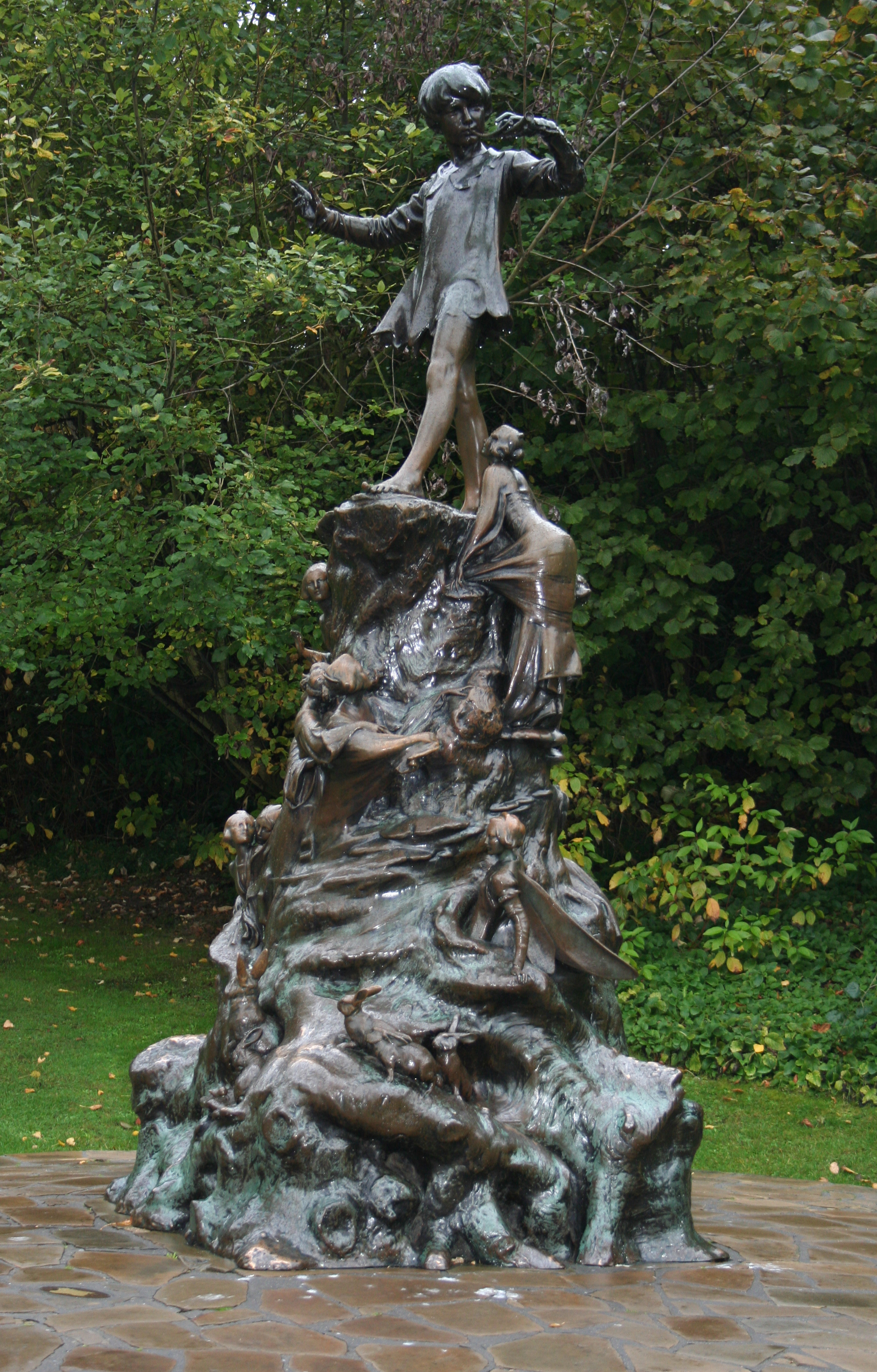
Staty för Peter Pan i Kensington Gardens i London.

Peter Pan, fiktiv rollfigur, skapad av J.M. Barrie för en pjäs och senare två böcker, Peter Pan och Peter Pan i Kensington Gardens, sedermera andra pjäser, filmer och i samband med Disney-animationen bilderböcker. Peter Pan är en pojke som vägrar bli vuxen, kan flyga och ägnar sin tid åt magiska äventyr. Han debuterade 1902 i pjäsen The Little White Bird.

## Handling i Barries verk
Peter tar med syskonen Darling – Michael, John och Wendy – till Landet ingenstans (Neverland), där de får uppleva många spännande äventyr tillsammans med de förlorade barnen (the Lost Boys). I historien förekommer även fen Tingeling och  piraten Kapten Krok.

## I andra medier

### På scen
På scen spelas rollen som Peter traditionellt av en ung kvinna, och detsamma gäller den första filmversionen från 1924 med regi av Herbert Brenon. På scen ska Peter Pan också kunna flyga, vilket sedan den första uppsättningen har genomförts med flygharnesk i vajrar. En variant av pjäsen om Peter Pan är fortfarande en av de populäraste bland alla familjefarser – så kallade pantos – som årligen sätts upp på nästan alla brittiska orter.

### På film och TV
- 1924 släppte Paramount Pictures stumfilmen Peter Pan.
- 1953 baserade Walt Disney en animerad långfilm (Peter Pan) på berättelsen.
- 1991 gjorde Steven Spielberg långfilmen Hook där Peter Pan hade vuxit upp (med bland andra Robin Williams, Dustin Hoffman och Julia Roberts i huvudrollerna).
- Åren 1990-1991 visades en tecknad TV-serie, Peter Pan och piraterna, med bland andra Tim Curry som rösten till Kapten Krok. 1991 vann Curry en Emmy för sin rolltolkning.[1]
- År 2003 släppte Universal, Columbia Pictures och Revolution Studios en nyproducerad spelfimsversion av Peter Pan i regi av P.J. Hogan.
- I en film från 2004, Finding Neverland, beskrivs J.M. Barries (spelad av Johnny Depp) arbete med pjäsen och inspirationen han fick av verkliga barn.
- År 2015 hade långfilmen Pan biopremiär, med Levi Miller och Garrett Hedlund i huvudrollerna som Peter Pan och Kapten Krok.
- I säsong 3 av serien Once Upon a Time (TV-serie) kretsar handlingen kring Peter Pan och landet Ingenstans, här presenteras en helt annan version av Peter Pan. I denna tolkning spelas Peter Pan av den brittiske skådespelaren Robbie Kay.
- 2023 släppte Disney live action- filmen Peter Pan och Lena direkt till Disney+, detta är en någorlunda traditionell tolkning av historien men utforskar en hel del kring relationen mellan Peter Pan och hans nemessis kapten Krok.

Även en anime-version för TV (41 avsnitt) med Peter Pan har gjorts. Den har vissa likheter med Disneys filmversion, förutom det att Peter har brun dräkt istället för grön samt att barnen är äldre. Peter Pan no bōken (ピーターパンの冒険, "Peter Pans äventyr") är regisserad av Takashi Nakamura och Yoshio Kuroda. Den animerades på studion Nippon Animation, som del av deras mångåriga TV-seriekoncept World Masterpiece Theater (世界名作劇場 Sekai meisaku gekijō). Ursprungligen sändes den på Fuji TV och NHK under perioden 8 januari 1989 till 24 december samma år.

### I radio
1987 gjorde Nationalteatern en radiopjäs.

### Staty
Peter Pan står staty på två ställen i London. Den ena är i Kensington Gardens, där han enligt berättelsen ramlade ut ur sin barnvagn och fördes bort av älvorna. Den andra är vid barnsjukhuset på Great Ormond Street.

## Upphovsrätt
År 1929 donerade J.M. Barrie alla royalties och intäkter från Peter Pan till barnsjukhuset på Great Ormond Street i London, som till denna dag till stor del drivs av intäkterna. Senare påstod Barrie till och med att Peter Pan en gång varit patient på sjukhuset. I sitt testamente bekräftade han sin vilja att pengarna skulle fortsätta tillfalla sjukhuset. Enligt brittisk upphovsrättslagstiftning kan en författares arvtagare normalt endast utvinna intäkter från en författares verk under de första femtio åren efter hans död.
År 1988 godkände Storbritanniens parlament, på förslag av tidigare premiärministern James Callaghan, ett specifikt tillägg i upphovsrättslagstiftningen (Copyright, Designs and Patents Act 1988, Schedule 6) för att ge barnsjukhuset den brittiska upphovsrätten för evig tid.
Enligt utländsk lagstiftning hade sjukhuset de europeiska upphovsrättigheterna fram till 2007 och de amerikanska till 2023.